# گیمنما
گیمنما (نام علمی:  Gymnema sylvestre) بومی مناطق مرکزی و غرب هند، نواحی استوایی آفریقا و همچنین استرالیا محسوب می‌شود. گیمنما گیاهی چند ساله، بزرگ و بالارونده است. برگ‌های متقابل و بیضی شکل، گل‌هایی کوچک و زرد رنگ و فولیکول‌های مدور مانند از دیگر مشخصات گیمنما است.